# Ammodytes marinus
El aguacioso (Ammodytes marinus) es una especie de pez actinopeterigio marino, de la familia de los ammodítidos.

## Biología
Cuerpo alargado y fino, con una longitud máxima descrita de 25 cm. En la aleta dorsal no tiene espinas y tiene 56 a 63 radios blandos, mientras que en la aleta anal tiene 29 a 33 radios todos blandos; escamas ausentes de una banda mediana anterior a la aleta dorsal y en la base de la aleta caudal; los márgenes de las aletas dorsal y anal rectas con radios de igual longitud; línea lateral de poros alineados linealmente a lo largo de los canales no ramificados.
Esta especie es habitualmente territorial y excavadora de madrigueras en la arena. Se alimenta del plancton durante el día en las horas de fuertes corriente de marea, mientras que por la noche y en invierno se entierran en el fondo.

## Distribución y hábitat
Se distribuye por aguas del noreste del océano Atlántico y el océano Ártico, desde los 74ºN en Nueva Zembla e isla del Oso, hasta los 49ºN en las islas del Canal y la zona occidental del Canal de la Mancha, incluyendo la parte este de Groenlandia, Islandia, el mar de Barents -pero no el mar Blanco- y el mar  Báltico -pero no el golfo de Botnia ni el golfo de Finlandia-. Son peces marinos de aguas frías, a veces en aguas salobres, de comportamiento bentopelágico, que prefieren un rango de profundidad entre los 10 m y los 150 m.